# Anissa Belkasmi
Anissa Belkasmi (en arabe : أنيسة بالقاسمي), née le 9 juillet 2002 à Dreux (France), est une footballeuse internationale marocaine qui évolue au poste d'attaquante à la Renaissance sportive de Berkane.

## Biographie
De parents d'origine marocaine, Anissa Belkasmi naît en France dans la ville de Dreux en Eure-et-Loir. Son père, Rachid Belkasmi, est un ancien joueur de football du FC drouais.

## Carrière en club

### Formation au FC drouais, puis à l'US Orléans
Anissa Belkasmi découvre le football à l'âge de 6 ans avec les garçons du FC drouais avec qui elle reste jusqu'à l'âge de ses 15 ans avant de parfaire sa formation à l'US Orléans.
« J’ai commencé à 6 ans, quand j’ai accompagné mon petit frère Yassir à son premier entraînement. Ma mère était assez réservée et mon père pensait au départ que ce n’était pas sérieux »
— Anissa Belkasmi, lechorepublicain.fr
Entre-temps, elle s'essaie également à l'athlétisme à l'âge de 9 ans, mais décide finalement de suivre les pas de son père.

#### Découverte de la D2 (2018-2021)
Alors qu'elle n'a que 16 ans, Anissa Belkasmi intègre petit à petit l'effectif de l'équipe première en jouant des bouts de matchs.
Elle dispute son premier match en D2 le 16 septembre 2018 en entrant en jeu contre le club rennais du Cercle Bréquigny. Elle marque d'ailleurs dans ce match qui se termine sur une victoire d'Orléans (6-1).
Belkasmi aura pris part à 11 matchs en D2 cette saison dont deux titularisations.
La saison suivante (2019-2020), elle ne fait qu'une seule apparition avec la D2 sous la houlette de Farid Kebsi, en entrant en jeu en fin de match le 8 septembre 2019 contre Toulouse en match de la 1re journée. Elle dispute le restant de la saison avec la réserve et les moins de 19 ans. En Championnat des moins de 19 ans, elle participe à huit rencontres et marque à quatre reprises.
Bien qu'elle fasse partie de l'effectif de l'équipe première la saison qui suit (2020-2021), Anissa Belkasmi ne participe qu'à trois rencontres en D2 en tant que remplaçante. Le championnat est arrêté à l'issue de la 6e journée en raison de la pandémie liée au covid-19.

#### Saison 2021-2022
Anissa Belkasmi dispute son premier match de la saison en Division 2 le 14 novembre 2022 sur le terrain du FC Vendenheim-Alsace en entrant en jeu en fin de match (victoire d'Orléans 1-0).
Le 9 janvier 2022 elle est titularisée lors du seizième de finale de Coupe de France perdu sur la pelouse du pensionnaire de Division 1 l'ASJ Soyaux. Orléans menait de 1-0 à un quart d'heure de la fin du match qui se termine sur une victoire et qualification de Soyaux (2-1). Belkasmi dispute une heure de jeu lors de cette rencontre.
À l'issue de la saison, l'US Orléans réussit à se maintenir et Anissa Belkasmi aura disputé un total de onze rencontre en D2 dont trois en tant que titulaire.

#### Belkasmi se fait une place dans l'effectif de la D2 (2022-2023)
Anissa Belkasmi, qui a désormais 20 ans, a la confiance de son nouvel entraîneur, Dominique Morabito, qui l'aligne en tant que titulaire lors des quatre premières journées de championnat.
L'US Orléans reçoit La Roche pour la 1re journée de D2. Les Orléanaises s'imposent 3-0. Belkasmi est passeuse décisive sur le troisième but.
Le 25 septembre 2022, elle inscrit un doublé contre le CA de Paris. L'US Orléans sort vainqueur de ce match (5-1) comptant pour la 3e journée de D2.
Après avoir franchi les deux tours fédéraux, le parcours d'elle et son équipe en Coupe de France s'arrête le 8 janvier 2023 en seizième de finale contre le Paris Saint-Germain.
Le 5 février 2023 son équipe s'incline à domicile face au LOSC (2-1). Belkasmi est passeuse décisive sur l'unique but orléanais.
Puis lors de la 19e journée, l'US Orléans reçoit le FC Metz. Alors que son équipe est menée au score (1-0), Anissa Belkasmi entre en jeu à la 80e minute et marque le but égalisateur dans les derniers instants du match qui permet à Orléans de décrocher le point du nul.
L'US Orléans qui devance Nantes d'un point au classement, a alors son destin entre les pieds pour pouvoir se maintenir en deuxième division. Pour se faire, la victoire est obligatoire contre La Roche lors de la dernière journée de championnat. Les Orléanaises remportent le match sur la plus petite des marges et se maintiennent en D2, la victoire du FC Nantes au Mans étant insuffisante pour Les Canaries.
Après sept saisons passées chez Orléans, Anissa quitte le club pour rejoindre Thonon Évian, club qui évolue aussi en D2 mais dans l'autre poule (B).

### Avec Thonon Evian (2023-2024)
Anissa Belkasmi fait ses débuts officiels avec Thonon Évian le 17 septembre 2023 en déplacement chez le RC Lens. Son entraîneur, Wahid Chaouki, l'aligne titulaire pour son premier match.
Tantôt titulaire, tantôt remplaçante, elle prend part à 18 rencontres de championnat à l'issue de cet exercice 2023-2024 avec deux buts marqués, contre Marseille le 12 novembre 2023 et contre son ancien club l'US Orléans le 21 janvier 2024,. Thonon Évian parvient à se maintenir dans la D2 pour la saison suivante. Toutefois, le club ne la prolonge pas.

### Expérience au Maroc à la RS Berkane (depuis 2024)
Après une saison du côté de Thonon Évian, Anissa Belkasmi part découvrir championnat marocain en rejoignant la RS Berkane. Le club qui vient de monter en première division, annonce sa signature le 11 juillet 2024.
Pour son premier match officiel avec son nouveau club, le 29 septembre 2024 contre la Renaissance Zemamra, elle est buteuse et inscrit l'unique but de la rencontre en transformant un pénalty.

## Carrière internationale
Anissa Belkasmi reçoit une première convocation pour un stage avec les moins de 20 ans du Maroc en octobre 2020 au Complexe Mohammed VI.
Avant d'opter pour le Maroc, Anissa Belkasmi joue d'abord pour l'équipe de France militaire avec laquelle elle remporte la Coupe du monde disputée aux États-Unis en juillet 2022.

### Équipe du Maroc B
Durant le mois d'avril 2025, elle est convoquée pour disputer un match amical contre l'équipe de Tunisie au Complexe Mohammed VI.

### Équipe du Maroc
Anissa Belkasmi reçoit sa première convocation en équipe du Maroc fin septembre 2022 pour prendre part à un stage à Cadix en Espagne dans le cadre des préparations de la sélection pour la Coupe du monde 2023.

#### Coupe du monde 2023
À 20 ans 2 mois et 28 jours, elle honore sa première sélection le 6 octobre 2022 en entrant en jeu contre la Pologne à la place d'Ibtissam Jraidi à la 71e minute dans un match qui voit les Marocaines s'incliner 4-0.
Elle célèbre sa première titularisation quelques jours plus tard contre le Canada (alors 7e au classement FIFA). L'issue de la rencontre se termine par une autre défaite du Maroc (4-0).
L'attaquante orléanaise est appelée à nouveau par Pedros pour prendre part à un stage à Marbella en Espagne le mois suivant. Durant ce stage, le Maroc affronte l'Irlande (24ème au rang mondial à cette période) dans une double confrontation amicale. La première rencontre qui se joue à huis clos (non déclaré à la FIFA) se solde sur un score de parité (2-2) avec une réalisation d'Anissa Belkasmi. La deuxième rencontre voit le Maroc perdre 4-0.
Elle prend part au stage suivant qui a lieu en février à Antalya (Turquie) où la sélection affronte la Slovaquie et la Bosnie-Herzégovine. Remplaçante, elle entre en jeu lors des deux rencontres,.
Puis durant le mois d'avril de la même année, Pedros la sélectionne pour prendre part à deux matchs amicaux internationaux contre la Tchéquie et la Roumanie respectivement le 6 avril 2023 à Prague et le 11 avril 2023 à Bucarest. Mais elle ne joue aucune des deux rencontres.
Le sélectionneur annonce le 19 juin 2023 une première liste de 28 joueuses pour prendre part à un stage en Autriche du 20 juin au 9 juillet ainsi qu'aux matchs amicaux (contre l'Italie le 1er juillet, la Suisse le 5 juillet et la Jamaïque le 16 juillet) dans le but de préparer la Coupe du monde 2023. Anissa Belkasmi figure dans cette pré-liste et participe au stage en Autriche. Mais elle n'est pas retenue dans la liste finale des 23 joueuses. Elle fait néanmoins le voyage en Australie en tant que réserviste.

## Style de jeu
Attaquante de formation, Anissa Belkasmi a la faculté de jouer en pivot. Son gabarit (1 m 77) lui permet d'être un point d'appui pour ses coéquipières.
« Ma qualité première, c’est dos au jeu. Après, c’est la puissance, la solidité et la technique »
— Anissa Belkasmi, Lechorepublicain.fr.

## Statistiques

### Statistiques détaillées en club
| Saison                | Club                  | Championnat           | Championnat | Championnat | Coupe(s) nationale(s) | Coupe(s) nationale(s) | Total | Total |
| Saison                | Club                  | Division              | M.          | B.          | M.                    | B.                    | M.    | B.    |
| 2018-2019             | US Orléans            | Division 2            | 11          | 1           | -                     | -                     | 11    | 1     |
| 2019-2020             | US Orléans            | Division 2            | 1           | 0           | -                     | -                     | 1     | 0     |
| 2020-2021             | US Orléans            | Division 2            | 3           | 0           | -                     | -                     | 3     | 0     |
| 2021-2022             | US Orléans            | Division 2            | 11          | 0           | 1                     | 0                     | 12    | 0     |
| 2022-2023             | US Orléans            | Division 2            | 20          | 3           | 3                     | 0                     | 23    | 3     |
| Sous-total            | Sous-total            | Sous-total            | 46          | 4           | 4                     | 0                     | 50    | 4     |
| 2023-2024             | Thonon Évian          | Division 2            | 19          | 2           | 1                     | 0                     | 20    | 2     |
| Sous-total            | Sous-total            | Sous-total            | 19          | 2           | 1                     | 0                     | 20    | 2     |
| 2024-2025             | RS Berkane            | Division 1            | 25          | 14          | 2                     | 0                     | 27    | 14    |
| Total sur la carrière | Total sur la carrière | Total sur la carrière | 90          | 20          | 7                     | 0                     | 97    | 20    |

## Palmarès
RS Berkane
- Championnat du Maroc :
  - Vice-championne : 2024-25

 Équipe de France militaire
- Coupe du monde
  -  Vainqueur : 2022[35]